# ロイネ・ストルト
ロイネ・ストルト（Roine Stolt、1956年9月5日 - ）は、スウェーデンのミュージシャン、ギタリスト（作品によってはリード・ボーカルも兼任）。プログレッシブ・ロックの分野で活動し、カイパ、ザ・フラワー・キングス、トランスアトランティック、エージェンツ・オヴ・マーシー、ザ・シー・ウィズインといったバンドでの活動に加えて、ソロ活動も行っている。また、スティーヴ・ハケットやジョン・アンダーソンといった大御所ミュージシャンとも共演した。

## 来歴
1960年代末期より地元のカヴァー・バンドでベースを弾き始めるが、その後ギタリストに転向し、17歳でカイパのメンバーとなった。カイパは1975年にデビュー・アルバムを発表し、1976年のアルバム『セカンド・アルバム(Inget Nytt Under Solen)』は、翌1977年1月に母国スウェーデンのアルバム・チャートで49位を記録するが、ストルトは1978年のアルバム『ソロ』発表後にカイパを脱退した。その後、ストルトはソロ・プロジェクト「ファンタジア」を経て、1985年には自身がリード・ボーカルも兼任したダリル・ホール&ジョン・オーツ的な音楽性のアルバム『Behind the Walls』を発表。
1994年、ストルトはハイメ・サラザールやハッセ・ブルニウソン等のプレイヤーを起用したソロ・アルバム『ザ・フラワー・キング』を発表し、それがザ・フラワー・キングスの結成に繋がって、1995年にはバンド名義での正式なデビュー作『バック・イン・ザ・ワールド・オヴ・アドヴェンチャーズ』を発表した。以後は、ザ・フラワー・キングスでの活動を主体としつつソロ活動も継続し、1998年にはフランク・ザッパからの影響を反映した全曲インストゥルメンタルのソロ・アルバム『ハイドロフォニア』を発表した。ストルト自身は2011年、『ハイドロフォニア』に関して「恐らくマリンバを使ったことでザッパ的なサウンドになったと思うし、ちょっとした組織的な即興演奏も、ザッパの音楽、特に曲と言うよりは音像に近いと思う」とコメントしている。
1999年よりマイク・ポートノイ（ドラムス/当時ドリーム・シアター）、ニール・モーズ（ボーカル、キーボード/当時スポックス・ビアード）、ピート・トレワヴァス（ベース/マリリオン）と共に結成したスーパーグループ「トランスアトランティック」でも活動。しかし、スタジオ・アルバムとライブ・アルバムを2作ずつ発表した後、モーズが商業音楽からの引退を表明した影響で、トランスアトランティックは一度解散した。また、ストルトはカイパの再結成にも参加し、2002年から2005年にかけて3作のスタジオ・アルバムを発表するが、『マインドレヴォリューションズ』（2005年）リリース後に再びカイパを脱退した。なお、ストルトは2014年、カイパのオリジナル・メンバーであるトマス・エリクソン及びイングマール・ベルイマンと共に、初期カイパの楽曲をライブで演奏するプロジェクト「カイパ・ダ・カーポ」を立ち上げている。2002年からは、アンディ・ティルソンを中心としたプロジェクトThe Tangentの作品にも参加した。
ストルトはアルバム『ザ・サム・オヴ・ノー・イーヴル』（2007年）を最後にザ・フラワー・キングスの活動を一旦休止し、2008年よりナッド・シルヴァンをボーカリストに迎えたバンド「エージェンツ・オヴ・マーシー」での活動を開始。また、2009年にはトランスアトランティックのオリジナル・ラインナップによる再結成が実現した。2012年にはザ・フラワー・キングス名義による5年ぶりのスタジオ・アルバム『バンクス・オヴ・エデン』を発表し、同作は母国スウェーデンのアルバム・チャートで27位を記録した。
2013年10月、ストルトはスティーヴ・ハケットのロイヤル・アルバート・ホール公演にゲスト参加し、2015年にはハケットのツアー・バンドに抜擢されてベースと12弦ギターを担当した。また、2014年には元イエスのジョン・アンダーソンとのコラボレーションを開始し、アンダーソン/ストルト名義のアルバム『インヴェンション・オヴ・ナレッジ』（2016年）のリリースに至った。
2018年にはザ・シー・ウィズイン名義のデビュー・アルバムを発表している。

## 音楽的影響
ストルトは2013年のインタビューで、自分に影響を与えたギタリストとしてジミ・ヘンドリックス、ロビン・トロワー、ピーター・グリーン、ジェフ・ベック、ヤン・アッカーマン、スティーヴ・ハケット、ゲオルグ・ワデニウス、デュアン・オールマン、パット・メセニー、スティーヴ・ハウ、フランク・ザッパ、デレク・トラックス、リッチー・ブラックモア、スティーヴ・ルカサー、ジョージ・ハリスン、ジ・エッジを挙げている。また、アルバム『バンクス・オヴ・エデン』発表後のインタビューでは、いつか共演したいミュージシャンとしてジョニ・ミッチェル、ジョン・アンダーソン（後に共演を果たす）、ポール・マッカートニー、ジャクソン・ブラウン、デレク・トラックスを挙げた。

## ディスコグラフィ

### ソロ・プロジェクト、コラボレーション
- 『ファンタジア』 - Fantasia(1979年）
- Behind the Walls (1985年) ※「ストルト」名義
- The Lonely Heartbeat (1989年) ※「ストルト」名義
- 『ザ・フラワー・キング』 - The Flower King (1994年)
- 『ハイドロフォニア』 - Hydrophonia (1998年)
- 『ウォール・ストリート・ヴードゥ』 - Wall Street Voodoo (2005年)
- 『インヴェンション・オヴ・ナレッジ』 - Invention of Knowledge (2016年) ※「アンダーソン/ストルト」名義
- 『マニフェスト・オブ・アン・アルケミスト』 - Manifesto of an Alchemist (2018年) ※「ロイネ・ストルトズ・ザ・フラワー・キング」名義

### カイパ
- 『ファースト』 - Kaipa (1975年)
- 『セカンド・アルバム』 - Inget Nytt Under Solen (1976年)
- 『ソロ』 - Solo (1978年)
- 『ノーツ・フロム・ザ・パスト』 - Notes from the Past (2002年)
- 『キーホルダー』 - Keyholder (2003年)
- 『マインドレヴォリューションズ』 - Mindrevolutions (2005年)

### タンジェント
- 『ザ・ミュージック・ダイド・アローン』 - The Music That Died Alone (2003年)
- 『ザ・ワールド・ザット・ウィ・ドライヴ・スルー』 - The World That We Drive Through (2004年)
- Pyramids and Stars (2005年) ※ライブ

### エージェンツ・オヴ・マーシー
- 『ザ・フェイディング・ゴースツ・オヴ・トワイライト』 - The Fading Ghosts of Twilight (2009年)
- 『ザ・パワー・オヴ・ツー』 - The Power of Two (2010年) ※カーマカニックと連名のライブ・アルバム
- 『ドラマラーマ』 - Dramarama (2010年)
- 『漆黒の森』 - The Black Forest (2011年)

### スティーヴ・ハケット
- 『ジェネシス・リヴィジテッド:ライヴ・アット・ロイヤル・アルバート・ホール』 - Genesis Revisited: Live At The Royal Albert Hall (2014年) ※ゲスト参加
- The Total Experience Live in Liverpool (2016年)

### カイパ・ダ・カーポ
- 『原点回帰』 - Dårskapens Monotoni (2016年)
- Live (2017年)

### ザ・シー・ウィズイン
- 『ザ・シー・ウィズイン』 - The Sea Within (2018年)